# أورسكار ماس
أورسكار ماس (بالإسبانية: Oscar Más) مواليد 29 أكتوبر 1946 في الأرجنتين، هو لاعب كرة قدم أرجنتيني سابق كان يلعب كمهاجم. سبق له أن لعب في كأس العالم لكرة القدم مع منتخب بلاده.

## المسيرة الاحترافية

### أندية لعب لها
- ريفر بليت
- ريال مدريد
- ريفر بليت
- أمريكا دي كالي
- كيلمس
- ديفينسوريس دي بيلغرانو
- سارمينتو دي خونين
- ماريانو مورينو

## وصلات خارجية
- أورسكار ماس على موقع الاتحاد الدولي (مؤرشف)  (الإنجليزية)
- أورسكار ماس على موقع قاعدة بيانات كرة القدم.إي يو (الإنجليزية)
- أورسكار ماس على موقع ناشيونال فوتبول تيمز (الإنجليزية)
- أورسكار ماس على موقع عالم كرة القدم.نت (الإنجليزية)

- الموقع الرسمي